# リンダ・ヘンリック
リンダ・ヘンリック（Linda Hennrick, 生年不詳 - ）は、英語圏の女性ポップス・作詞家、翻訳家、歌手。
日本では、THE ALFEE、白鳥英美子、井上大輔、マリーンなど、クラシック音楽、ポップス、ロックからアニメソングまで幅広い楽曲提供で知られる。デュオOASISのメンバー。

## 来歴

### 生い立ち
出生に関する文献はほぼ皆無である。

### デュオ・「OASIS」デビュー
1980年代
「レンズマン」などのOVAに関わっていた。
1982年
日本人で初めて「MGMレコード」と契約したシンガーソングライター・寺田十三夫とのユニットOASISでデビュー。デビューシングル『OASIS』は、小椋佳が作詞し、寺田が作曲した。リンダは英語訳詞し、本作には日本語詞、英語詞が収録されている。

### 作詞家デビュー
1983年
1月、安全地帯のデビュー・アルバム『安全地帯I Remember to Remember』の収録曲、「BIG JOKE（ビッグ・ジョーク）」の作詞を小椋佳と共作した。この曲の名はその後、安全地帯のファンクラブ名になった。
1985年
アニメ『エリア88』サウンドトラック（KING RECORD KICA-2113）に、「LONG AGO AND SO FAR AWAY」「RAZOR’S EDGE」を提供する。作曲・編曲は新田一郎。
1986年
9月、THE ALFEEのシングル『ROCKDOM -風に吹かれて-』のB面「DAYS GONE BY」に参加する。高見沢俊彦の作詞を英訳し、同年11月、アルバム『AGES』収録の「AMERICAN DREAM」英訳と「夢の終わりに」のコーラスに参加した。
1987年
3月、THE ALFEEのシングル『君が通り過ぎたあとに -Don't Pass Me By-』のB面「FOR THE BRAND-NEW DREAM」に訳詞提供する。アニメ映画『タッチ3　君が通り過ぎたあとに』のエンディングテーマであった。
4月、上田浩恵のデビュー・アルバム『PLACE IN THE SUN』収録の2曲に参加する。いずれも崎谷健次郎の作曲・編曲作品で、「HELP ME CUPID」は崎谷が音楽担当した映画『いとしのエリー』（東宝、1987年）の挿入歌となった。
7月、斉藤由貴主演の映画オムニバス『トットチャンネル サウンドア・ラ・カルト』収録の「Angel Kiss」を提供する。映画音楽を担当したかしぶち哲郎の作曲・編曲・プロデュースであった。
1988年
7月、井上大輔のアルバム『ブルー』収録曲のうち、「HURRICANE」の作詞を森田由美と共作する。大塚製薬「ポカリスエット」のテレビコマーシャルソングとなった。
12月、同じく井上大輔のシングル表題曲「AT THE CLUBHOUSE」も作詞した。　この曲は、「OLD CLUB HOUSE」としてサントリー「オールド・クラブ・ハウス」テレビコマーシャルソングとなった。
1989年
3月、井上大輔のアルバム『サファイア・ブルー』に「AT THE CLUBHOUSE」が収録された。「Share my love」は、東海旅客鉄道・東海道新幹線25周年テレビコマーシャルソングとなった。
1990年
5月、井上大輔のシングル『遊びきれない 休めない』収録の「GRAND NEW WORLD」を提供し、アサヒビール「スーパーイースト」のテレビコマーシャルソングとなった。翌6月、アルバム『ブルー・ダイアモンド』に収録された。「STRAIGHT FROM THE HEART」は、第一興商の企業コマーシャルソングとなった。マリーンに提供した「LET ME BE YOUR ANGEL」は、井上鑑の作曲で、ソニーのテレビコマーシャルソングとなった。
1993年
12月、白鳥英美子のアルバム『VOICE OF MINE』収録の「PORTRAIT OF MY LIFE」に参加する。
1996年
3月、石川鷹彦のアルバム『WORDS II』に収録の「AS TIME PASSES BY」「BACK TO THE AIR」の2曲に参加する。
1998年
11月、服部克久のアルバム『音楽畑3・BON VOYAGE』に「DREAM AVENUE〜夢通り－1950，ニューヨーク」「LE PETIT BONHEUR〜ル・プティ・ボヌール」を提供する。
2000年　
10月、白鳥英美子のアルバム『CROSS MY HEART』に収録の表題曲、「ROOTS〜FAMILY TREE〜」の2曲を提供する。
2001年
6月、白鳥英美子のアルバム『BIG YELLOW MOON』に収録の「THE BOOK OF LIFE」を提供する。7月にシングルが発売され、テレビ東京系アニメ『コスモウォーリアー零』エンディングテーマとなった。

## 作品提供したアーティスト
あ行
- 天宮良
- アラン・タム
- THE ALFEE
- 安全地帯
- 安藤まさひろ
- 杏里
- アンリ菅野
- 石川鷹彦
- 井上大輔
- 上田浩恵
- 大滝裕子

か行
- 樫原伸彦
- 鎌田英子
- 岸正之
- 栗林誠一郎
- 郷ひろみ
- 小杉保夫
- 小比類巻かほる

さ行
- サーカス
- 斉藤由貴
- 茂村泰彦
- 清水宏次朗
- J-WALK
- 白鳥英美子
- 陣内孝則
- 杉山清貴
- 鈴木聖美
- スターダストレビュー
- 鈴木雄大
- Steffanie
- 惣領智子

た行
- タイム・ファイブ
- つのだ☆ひろ
- 坪倉唯子
- T-SQUARE
- 刀根麻理子

な行
- 渚のオールスターズ

は行
- 服部克久
- PUFFY
- 本田理沙

ま行
- 松浦雅也
- 松原みき
- マリーン
- MIO
- 息っ子クラブ
- 桃井かおり
- 森山良子

や行
- 柳ジョージ
- 吉川忠英

ら行
- ライトハウス
- 令多映子

わ行
- 渡辺真知子